# Carmen Haage
Carmen Haage (* 10. September 1971 in Leutkirch im Allgäu) ist eine ehemalige deutsche Leichtathletin. Sie war 1993 die zweite deutsche Meisterin im Stabhochsprung.

## Sportliche Karriere
Carmen Haage begann bei der TSG 1847 Leutkirch und wechselte 1989 zum SV Herlazhofen. 1991 bildete der SV eine Leichtathletik-Gemeinschaft mit Diepoldshofen. 1994 und 1995 war Haage beim USC Mainz und ab 1996 beim LAZ Zweibrücken.
Bei den Deutschen Meisterschaften 1992 stand der Stabhochsprung der Frauen erstmals auf dem Programm. Daniela Köpernick siegte mit 3,80 Meter vor Carmen Haage mit 3,70 Meter, Christine Adams wurde mit 3,70 Meter Dritte. 1993 gewann Haage vor Tanja Cors.
Carmen Haage trat 1993 zum einzigen Mal im Nationaltrikot an. Ihre Bestleistung von 3,91 Meter sprang sie am 14. Juni 1997 in Hof.